# Pagatorik
Die Pagatorik (von spätlateinisch bzw. italienisch pagare ‚zahlen‘) ist in der Rechnungslegung ein Grundsatz, wonach alle in der Buchführung oder bei der Bilanzierung erfassten Erträge und Aufwendungen auf tatsächlich erfolgten Zahlungsvorgängen beruhen müssen.

## Allgemeines
Die pagatorische Rechnung ist eine auf Zahlungsvorgängen aufbauende Rechnung, wie sie sich in der Finanzbuchhaltung und Bilanz niederschlägt. Erich Kosiol veröffentlichte 1976 eine Bilanztheorie des Jahresabschlusses, nach der die Bilanzpositionen der Bilanz und der Gewinn- und Verlustrechnung allein aus Zahlungen erklärt werden können. Kosiol verwendete zwar die Begriffe „Einnahmen“ und „Ausgaben“, er meinte jedoch Einzahlungen und Auszahlungen. Der von Kosiol 1949 gebildete Begriff Pagatorik sollte von rein kalkulatorischen Vorgängen wie kalkulatorischen Kosten oder der Kostenrechnung unterscheiden helfen.

## Rechtsfragen
Im deutschen Bilanzrecht ist der Grundsatz der Pagatorik indirekt im Handelsgesetzbuch (HGB) verankert, wonach Aufwendungen und Erträge des Geschäftsjahres unabhängig von den Zeitpunkten der entsprechenden Zahlungen im Jahresabschluss zu berücksichtigen sind (§ 252 Abs. 1 Nr. 5 HGB).
Im Gegensatz zu den pagatorischen Kosten dürfen die sogenannten wertmäßigen Kosten, die nicht auf Zahlungsvorgängen beruhen, z. B. kalkulatorischer Unternehmerlohn, kalkulatorische Abschreibung und kalkulatorische Miete, im externen Rechnungswesen nicht verwendet werden. Ihr einziger Zweck besteht darin, in der Preiskalkulation die Selbstkosten richtig zu ermitteln.

## Arten
Neben dem aus Bilanz und Gewinn- und Verlustrechnung bestehenden Jahresabschluss sind typische pagatorische Rechnungen der Cashflow und Teile der Kapitalflussrechnung. Als Zahlungsströme erfassen sie sämtliche Ein- und Auszahlungen.
| pagatorisch                                                        | kalkulatorisch | Bemerkungen |
| ------------------------------------------------------------------ | --- | --- |
| Bilanz/Gewinn- und Verlustrechnung, Cashflow, Kapitalflussrechnung | kalkulatorische Kosten/kalkulatorische Abschreibungen/kalkulatorischer Unternehmerlohn/kalkulatorischer Fremdkapitalzins, kalkulatorisches Wagnis | tatsächliche Zahlungsvorgänge werden in der Finanzbuchhaltung erfasst, rein kalkulatorische Positionen werden in der Betriebsbuchführung erfasst |
| Materialkosten/Personalkosten/Raumkosten                           | Grundkosten/Anderskosten/Zusatzkosten | Material-, Personal- oder Raumkosten sind Kostenarten, Anders-, Grund- oder Zusatzkosten gehören dagegen zu den Kostenkategorien                 |

Das Adjektiv pagatorisch bedeutet „auf Zahlungsvorgängen beruhend oder damit zusammenhängend“. Die Betriebsbuchhaltung löst sich vom Wesensmerkmal der pagatorischen Finanzbuchhaltung und nimmt kalkulatorischen Charakter an.

## Wirtschaftliche Aspekte
Zu den pagatorischen Kosten zählen nur diejenigen Kosten, die auch zu Auszahlungen führen wie beispielsweise Material- oder Personalkosten, streng genommen dagegen nicht die Abschreibungen. Sie werden deshalb oft nicht als Kosten, sondern als Aufwand bezeichnet. Erst recht werden rein rechnerische Vorgänge wie kalkulatorische Kosten nicht zu den pagatorischen Kosten gezählt. Auch Forderungen und Verbindlichkeiten beruhen auf Pagatorik, denn sie werden in Zukunft bei Fälligkeit zu Ein- oder Auszahlungen. Die Kameralistik beruht vollständig auf Pagatorik. 
Die Differenz zwischen Ein- und Auszahlungen ist der pagatorische Gewinn/Verlust oder Jahresüberschuss/Jahresfehlbetrag aus der Gewinn- und Verlustrechnung, während die Kosten- und Leistungsrechnung mit dem kalkulatorischen Gewinn/Verlust (dem so genannten Betriebsergebnis) endet.
Der pagatorische Kostenbegriff hat sich in der Betriebswirtschaftslehre jedoch nicht durchgesetzt.